# 支那派遣军
支那派遣軍（日语：支那派遣軍，通称号：荣）又称中国派遣军，為日本陸軍中的总军之一。指1939年日军大本营发布大陆令362号，组建的专司出兵中国的军队，按照战区又划分为北支那方面军、南支那方面军、中支那方面军等。1945年8月15日日本天皇裕仁宣布日本投降後解散。

## 概要
- 通稱號：榮集團
- 編成時期：1939年9月12日
- 最終位置：中國南京市

### 總司令官
- 西尾寿造：1939年9月12日～
- 畑俊六：1941年3月1日～
- 冈村宁次：1944年11月23日～

### 總參謀長
- 板垣征四郎：1939年9月4日～
- 後宮淳：1941年7月7日～
- 河边正三：1942年8月17日～
- 松井太久郎（日语：松井太久郎）：1943年3月18日～
- 小林淺三郎:1945年2月1日～

### 總參謀副長
- 铃木宗作：1939年9月4日～1939年12月1日
- 本多政材：1939年12月1日～1940年10月28日
- 土桥勇逸：1940年10月28日～1941年9月15日
- 野田謙吾（日语：野田謙吾）：1941年4月10日～1942年12月1日
- 唐川安夫（日语：唐川安夫）：1942年12月1日～1944年12月14日
- 落合甚九郎（日语：落合甚九郎）：1942年12月1日～ 1944年5月30日
- 永津佐比重（日语：永津佐比重）：1942年8月17日～1944年3月22日
- 川本芳太郎（日语：川本芳太郎）：1944年3月22日～投降
- 今井武夫：1944年8月30日～投降
- 佐藤贤了：1944年12月14日～1945年4月7日
- 岡田重一（日语：岡田重一）：1945年4月7日～投降

### 上海陸軍部長
- 永津佐比重：1942年8月17日～1944年3月22日
- 川本芳太郎：1944年3月22日～投降

※總参謀副長兼任

### 高級參謀（第1課長）
- 公平匡武（日语：公平匡武）：1939年9月12日～
- 真田穰一郎：1940年1月10日～
- 宮野正年（日语：宮野正年）：1941年2月5日～
- 天野正一（日语：天野正一）：1942年12月1日～
- 井本熊男：1944年8月14日～
- 榊原主計：1944年10月6日～
- 西浦進（日语：西浦進）：1945年3月9日～

## 部队编成
至1945年夏，支那派遣军统辖有：在华北的北支那方面军、在湘鄂赣等地的第六方面军，在江浙等地的第十三军、第六军，在两广及香港地区的第二十三军和日本海军中国方面舰队。

## 投降時下轄部隊
- 北支那方面军 　 　 　 
  - 第1軍
    - 第114師團
    - 獨立混成第3旅團
    - 獨立歩兵第10旅團
    - 獨立歩兵第14旅團 　 　 　

  - 第12軍
    - 第110師團
    - 第115師團
    - 戰車第3師團
    - 騎兵第4旅團 　 　 　 　

  - 駐蒙軍
    - 第118師團
    - 獨立混成第2旅團 　 　

  - 第43軍
    - 第47師團
    - 獨立混成第5旅團
    - 獨立歩兵第1旅團

  - 獨立混成第1旅團
  - 獨立混成第8旅團
  - 獨立混成第9旅團
  - 獨立歩兵第2旅團
- 第6方面軍　 　 　 　 
  - 第11軍
    - 第58師團
    - 獨立混成第22旅團
    - 獨立混成第88旅團　 　 　 　

  - 第20軍
    - 第64師團
    - 第68師團
    - 第116師團
    - 獨立混成第81旅團
    - 獨立混成第82旅團
    - 獨立混成第86旅團
    - 獨立混成第87旅團

  - 第132師團
  - 獨立混成第17旅團
  - 獨立混成第83旅團
  - 獨立混成第84旅團
  - 獨立混成第85旅團
  - 獨立歩兵第5旅團
  - 獨立歩兵第7旅團
  - 獨立歩兵第12旅團
- 第13軍
  - 第60師團
  - 第61師團
  - 第65師團
  - 第69師團
  - 第161師團
  - 獨立混成第90旅團
  - 獨立混成第92旅團
  - 獨立歩兵第6旅團
- 第6軍
  - 第70師團
  - 第133師團
  - 獨立混成第62旅團
  - 獨立混成第89旅團
  - 獨立混成第91旅團
- 第23軍
  - 第104師團
  - 第129師團
  - 第130師團
  - 獨立混成第23旅團
  - 獨立歩兵第8旅團
  - 獨立歩兵第13旅團
- 第3師團
- 第13師團
- 第27師團
- 第34師團
- 第40師團
- 第131師團
- 第13飛行師團